# Souleymane Keïta
Souleymane Keïta (Bamako, 24 de novembro de 1986) é um futebolista profissional malinês que atua como meia.

## Carreira
Souleymane Keïta representou o elenco da Seleção Malinesa de Futebol no Campeonato Africano das Nações de 2012.

## Títulos
Mali
- Campeonato Africano das Nações: 2012 - 2º Lugar